# Marciszów
Marciszów (in tedesco Merzdorf) è un comune rurale polacco del distretto di Kamienna Góra, nel voivodato della Bassa Slesia.
Ricopre una superficie di 81,98 km² e nel 2004 contava 4 730 abitanti.